# Insul
Insul é um município da Alemanha localizada no distrito de Ahrweiler, na associação municipal de Verbandsgemeinde Adenau, no estado da Renânia-Palatinado.